# Universidad de Sōka
La Universidad Sōka (創価大学, Sōka Daigaku) es una universidad japonesa ubicada en Hachiōji, Tokio.  Fundada en 1971. 
Asimismo, se encuentra en EE. UU. la Universidad Sōka de América (アメリカ創価大学, Amerika Sōka Daigaku), en Aliso Viejo, CA, cuyas actividades iniciaron en el 2001.
En 2014, el Ministerio de Educación, Cultura, Deportes, Ciencia y Tecnología de Japón (MEXT) designó a la Universidad Soka como una de las 20 universidades del país que «están liderando la globalización de la sociedad japonesa».
- Datos: Q1306915
- Multimedia: Soka University / Q1306915